# Baseli Berther
Baseli Berther OSB (* 11. November 1858 in Tavetsch; † 24. Dezember 1931) war ein Schweizer Benediktinerpater.

## Leben
Nach der Profess 1885 studierte er Theologie in Eichstätt und Chur. Er war Lehrer und Präfekt an der Klosterschule Disentis, Bibliothekar und Begründer und Kustos der surselvisch-romanischen Bibliothek.

## Schriften (Auswahl)
- Pren mira, tiu retg vegn tier tei, Disentis 1887.
- II tschundubel scapulier, Einsiedeln 1890.
- II spazatgamin. (cumedia), Chur 1896.
- Decurtins Caspar-Sas era nua Giuf ei? (Kulturhistorisches aus Tavetsch), in: Rätoromanische Chrestomathie, I. Chur 1896, 718–728.
- Cudisch de messa perpietusaffons da G. Mey. (Übers.), Ilanz 1903.
- Sin Cadruvi. Reminiscenzas ord la Val Tujetsch, Solothurn 1904.
- Selva aeon 100 onns. Notizias culturhistoricas ord la vall Tujetsch, Disentis 1909.
- II cumin della Cadi de 1656 e mistral Giachen Berchter, Disentis 1911.
- A Camischollas Notizias culturhistoricas ord la vall Tujetsch, Ingenbohl 1917.
- Sontga Catrina a Mustér, Disentis 1919.
- Ils Bannerherrs della Cadi. Ingenbohl 1920.
- Baselgias, capluttas e spiritualesser de Tujetsch, Ingenbohl 1942.